# Can Roure (Matadepera)
Can Roure és una masia de Matadepera (Vallès Occidental) protegida com a Bé Cultural d'Interès Local.

## Descripció
Mas ubicat en un terreny elevat, als afores de la urbanització de les Pedritxes. Originàriament, l'edifici principal tenia l'estructura tradicional de les masies d'aquesta zona, amb planta baixa, pis, un tercer pis asimètric respecte el portal i una coberta de teula àrab de dos aiguavessos, amb el carener perpendicular a la façana principal.
Després de les reformes efectuades en la contemporaneïtat, la masia encara conserva els seus trets característics, amb planta baixa, pis i golfes, sense cap pis annexat de manera asimètrica. La seva façana principal, orientada a migdia, no ha variat gaire: té tres eixos de composició vertical constituïts per obertures rectangulars, algunes de les quals presenten llinda, brancals i ampit de pedra; el portal, ubicat al centre de la planta baixa, és d'arc de mig punt.
Annexat a un dels laterals de la masia hi ha un petit cos de planta quadrada, un sol nivell i teulada de teula àrab d'un sol aiguavés amb el carener paral·lel a la façana principal. Aquesta només compta amb una única obertura -la porta-, d'arc a nivell. L'altre volum annex a la façana principal i que ajuda a constituir un pati tancat davant de la masia, és de majors dimensions, de planta rectangular, planta baixa i un pis més que queda sota el nivell de l'habitatge donat el desnivell del terreny. La coberta, d'un sol aiguavés, és de teula àrab i amb el carener paral·lel a la façana principal. Destaca el nivell inferior d'aquest cos, visible des dels terrenys que queden sota el conjunt, doncs presenta una galeria formada per tres obertures d'arc rebaixat.
Tant la masia com els dos cossos annexos presentaven un parament de pedra vista que avui dia ha estat arrebossat i pintat amb tonalitats clares.
Amb la reforma es van afegir diversos cossos annexos de grans dimensions que envolten la masia pels laterals i la part posterior, sense superar-la en alçada i adaptant-se als desnivells del terreny.
Per la part principal, el conjunt queda tancat per un mur que originàriament era de pedra vista i maó i que ara està arrebossat i pintat. Encara es conserva el portal d'entrada, amb un arc rebaixat protegit per un guardapols amb una coberta de dos aiguavessos i de teula àrab. També s'ha conservat l'antic pou del mas.
Davant d'aquest mur i enlairada respecte del nivell de la casa es va construir amb posterioritat una edificació molt senzilla, de planta rectangular, planta baixa i pis i coberta de teula àrab de dos aiguavessos.

## Història
Les primeres referències documentals de Can Roure apareixen al Diplomatari de Sant Llorenç del Munt. El 1226 estava esmentada com a Mas Querco.
Aquest mas constitueix, juntament amb el Mas Cellers, Can Ferrers de Dalt, la Mateta i Can Torrella, la línia d'assentaments que segueixen la riera de les Arenes des de ponent i que es vertebrà al voltant de la zona rural del camí Ral de Barcelona a Manresa. Totes aquestes masies formen, junt amb l'ermita de Sant Joan, el nucli originari de Matadepera.